# Аллилпродин
Аллилпродин — опиоидный анальгетик, аналог продина. Изобретён в 1970-х годах в ходе исследований схожего вещества — петидина.
Аллилпродин как анальгетик сильнее других сходных препаратов, таких как альфапродин, так как аллильная группа связывается с дополнительными аминокислотами в сайте связывания μ-опиоидного рецептора. Существует два изомера, один из которых более активен.
Аллилпродин вызывает эффекты, схожие с таковыми от других опиоидов: обезболивание, седативный эффект, тошнота, зуд, рвота и угнетение дыхания, которое может привести к летальному исходу.

## Легальный статус

### Россия
В России аллилпродин входит в Список I Перечня наркотических средств, психотропных веществ и их прекурсоров, подлежащих контролю в Российской Федерации (оборот запрещён).

### Австралия
Согласно параграфу 9 списка запрещенных веществ квалифицирован как стандартный яд (февраль 2017 года). Параграф 9 содержит в себе вещества, которые могут быть использованы для злоупотреблений или неправильно использованы. Производство, владение, продажа или использование этих веществ запрещено законом, за исключением случаев, когда они требуются для медицинских или научных исследований, или для аналитических, преподавательских и учебных целей.

### Германия
Аллилпродин запрещен к использованию в Германии согласно положениям Anlage I.

### США
В США вещество включено в список 1 акта «об управляемых веществах» 1970 года в качестве наркотика.